# Minouche Barelli
Minouche Barelli, née le 13 décembre 1947 à Paris et morte le 20 février 2004 à Monaco, est une chanteuse de variétés et animatrice de télévision,.

## Biographie
Minouche Barelli, pseudonyme de Marie-Pierre Barelli, est la fille du chef d'orchestre Aimé Barelli et de la chanteuse Lucienne Delyle.
Après avoir chanté dans l'orchestre de jazz de son père pendant un an, elle enregistre son premier 45 tours, en 1965, avec les titres : Du Moment Que et Ça Fait Du Bruit.
Elle représente la principauté de Monaco au Concours Eurovision de la chanson 1967 où elle se classe à la 5e place avec la chanson Boum badaboum, écrite et composée par Serge Gainsbourg.
En 2002, elle prend la nationalité monégasque. En juin de cette même année, elle donne un concert au Théâtre Princesse Grace de Monaco avec Sacha Distel et Henri Salvador.
Elle a été animatrice de télévision, notamment sur TF1, et a longtemps animé des émissions sur Radio Montmartre, avant que la station ne porte le nom de M Radio.
Minouche Barelli meurt le 20 février 2004, à l'âge de 56 ans, des suites d'une maladie.